# Sibylle Berg
Pour les articles homonymes, voir Berg.
Sibylle Berg, née le 2 juin 1962 à Weimar, est une auteure germano-suisse d'expression allemande de romans, d'essais, de nouvelles, de pièces de théâtre, de pièces radiophoniques et de chroniques.
Son écriture a reçu une importante reconnaissance institutionnelle, à travers des récompenses multiples, et traite notamment de ce qu'elle perçoit comme des sous-cultures alternatives allemandes, en particulier du milieu LGBT. 
Elle est élue au Parlement européen lors des élections de juin 2024 pour le parti satirique Die PARTEI. 

## Biographie
Sybille Berg naît le 2 juin[réf. nécessaire] 1962 à Weimar, en Allemagne. Elle passe son enfance et sa jeunesse dans une famille d'accueil à Constanta, en Roumanie. Son père est professeur de musique et sa mère est bibliothécaire. 
Avant de commencer ses études supérieures en Allemagne de l'Ouest, elle suit une formation de plongeuse de combat. Elle étudie l'océanographie à l'université de Hambourg et a travaillé sur divers ouvrages,. En 1996, elle s'installe à Zurich, en Suisse. Elle s'est mariée en 2004, et possède la nationalité suisse depuis 2012.[réf. nécessaire]
Connue pour soutenir le mouvement straight edge, elle se définit comme non binaire.
Elle vit en Suisse et en Israël.
En 2023, un article de la Neue Zürcher Zeitung met en question de grandes parts de sa biographie.

## Romancière
Le premier roman de Sibylle Berg, A Few People Search For Happiness And Laugh Themselves To Death, est publié en 1997 par Reclam Publishing, après avoir été refusé par 50 autres éditeurs. Il se vend à environ 400 000 exemplaires[réf. nécessaire].
À l'occasion de la publication d'un nouveau livre, Sibylle Berg a tendance à diriger et à mettre en place une tournée qui tient généralement plus du concert rock que de la lecture d'un livre. Normalement, ces événements attirent des milliers de personnes à chaque spectacle. En 2012, à l'occasion de la sortie de son livre Vielen Dank für das Leben (Merci pour cette vie), la tournée de lecture comprenait des contributions des acteurs de cinéma et de théâtre : Katja Riemann, Matthias Brandt et la musicienne Marie Ocher,.
Lors de la tournée organisée à l'occasion de la sortie du roman GRM brainfuck (qui traite d'une Angleterre néolibérale après le Brexit), Sibylle Berg a créé un spectacle de lecture multimédia avec trois acteurs : le jeune rappeur grime star T.Roadz (14 ans), et les vétérans du Grime fondateurs de Ruff Sqwad, Prince Rapid et Slix. En 2019, GRM - Brainfuck publié par Kiepenheuer & Witsch, a passé des mois sur la liste des meilleures ventes et s'est vendu à des centaines de milliers d'exemplaires.
Son œuvre de 2019 GRM. Brainfuck, un roman de science-fiction se déroulant dans un futur proche dystopique, a remporté le Prix suisse du livre. Remarqué par le Washington Post, il atteint la quatrième place sur la liste des best-sellers du Spiegel. Sa suite, RCE, entre dans la liste comme meilleure entrée de la semaine à la place 14.

## Dramaturge
Sibylle Berg a écrit 32 pièces de théâtre. En 2000, à Bochum, est mise en scène sa deuxième pièce Helges Leben (La vie de Helge) commandée par le festival de théâtre de Mulheim.
En 2008, la pièce Von denen die überleben (De ceux qui survivent) est mise en scène au Schauspielhaus de Zurich, en collaboration avec des artistes connus tels que Jon Pylypchuk, Gabríela Friðriksdóttir, et bien d'autres.
En 2013, Sibylle Berg a commencé à travailler avec le Maxim Gorki Theater de Berlin. En mars 2013, Sibylle Berg a co-dirigé, avec Hasko Weber, Angst Reist mit (La peur voyage avec nous) au théâtre de Stuttgart. La même année, les Festivals de Berlin (de) l'ont honorée dans Une journée avec Sibylle Berg , où elle a dirigé un événement d'une journée (auquel participait 60 artistes.
En 2014, sa première pièce, Es sagt mir nichts, das so genannete Draussen (Le soi-disant dehors ne signifie rien pour moi), est nommée pièce de l'année par Theater Heute.
En 2015, la pièce Und dann kam Mirna (Et puis vint Mirna) a remporté le prix Friedrich Luft comme meilleure production à Berlin et Potsdam. En octobre de la même année, elle a mis en scène sa pièce, How To Sell A Murder House, au Théâtre Neumarkt de Zurich.
En 2019, la pièce Wonderland Ave est invitée aux Mülheim Theatertage.
Les pièces de Berg ont été jouées et diffusées aux États-Unis, en Grande-Bretagne, en Italie, en France, en Espagne, en Pologne, en Lituanie, en République tchèque, en Slovénie, en Hongrie, en Turquie, au Danemark, en Suède, en Norvège, aux Pays-Bas, en Roumanie et en Bulgarie.[réf. nécessaire]

### Activisme
Sibylle Berg est une activiste sociale. En 2018, elle a lancé un référendum contre les compagnies d'assurance qui surveillent les assureurs individuels sans avoir besoin d'une quelconque décision de justice,.
Elle travaille avec la pEp coop. La pEp est une fondation qui défend la vie privée et les logiciels libres afin de soutenir la vie privée pour tous. Soutenant le référendum E-ID, elle lutte contre la privatisation d'un projet de passeport numérique dans des entreprises privées.
En 2019, en réponse à l'historiographie dominée par les hommes, elle a publié avec d'autres femmes Le Canon pour la visibilité des femmes dans l'art et la littérature scientifique.
Sibylle Berg est active dans l'enseignement des sciences : elle anime des conférences sous le titre Les nerds sauvent le monde dans le magazine suisse Republik. Elle a souvent été invitée au Re:publica.
Candidate aux élections européennes en juin 2024 pour le parti satirique Die PARTEI,, elle est élue au Parlement européen aux côtés du journaliste Martin Sonneborn.

## Autres projets
Sibylle Berg a écrit diverses contributions pour Die Zeit, la Neue Zürcher Zeitung et Die Presse, entre autres. Elle est également chroniqueuse pour Spiegel Online depuis janvier 2011, sous le titre S.P.O.N. - Fragen Sie Frau Sibylle (Demandez à Madame Sibylle), publié chaque semaine jusqu'en mars 2018, et toutes les deux semaines depuis. La chronique compte plus de 4 millions de followers. Berg réalise également une série d'entretiens réguliers pour le magazine en ligne suisse Republik, intitulée Nerds Save The World, dans laquelle elle s'entretient avec des spécialistes de diverses disciplines. En 2020, un livre intitulé Nerds Save The World qui réunit toutes les conversations a été publié par Kiepenheuer & Witsch.
Elle écrit des chansons pour ses propres pièces, ainsi que pour d'autres artistes.
De janvier 2016 à décembre 2017, Berg a lu ses propres textes satiriques hors antenne avant la présentation des invités du talk-show ZDFneo Schulz & Böhmermann.
Le 1er mars 2023, elle ouvre en tant qu'invitée spéciale le Elevate Festival (de) à Graz.

## Réalisateur
En mars 2013, Sibylle Berg a coréalisé, avec Hasko Weber, Angst Reist Mit (La peur voyage avec nous) au théâtre de Stuttgart. La même année, le Berliner Festspiele leur a rendu hommage dans " Une journée avec Sibylle Berg ", où ils ont dirigé un événement d'une journée (comprenant 60 artistes connus, certains amis personnels, d'autres collaborateurs). En octobre 2015, ils ont mis en scène leur pièce, How To Sell A Murder House , au Neumarkt Zurch Theater.

## Canon éducatif
En 2018, Sibylle Berg a collaboré avec Simone Meier (de), Hedwig Richter (de), Margarete Stokowski et sept autres personnes pour produire la liste Women You Need To Know, publiée en août par Spiegel Online et Watson.ch. Le canon comprend 145 femmes et trois groupes d'artistes féminins, subdivisés entre science, technologie, recherche, ainsi que politique, littérature et art.

## Travail d'enseignement
Sibylle Berg enseigne la dramaturgie à la Haute école des arts de Zurich depuis 2013.

## Œuvres traduites en français
- Yasmin Hoffmann et Maryvonne Litaize, Chercher le bonheur et crever de rire, Jacqueline Chambon, 2000, 206 p. (ISBN 2-87711-213-6 et 978-2-87711-213-0, OCLC 406562411)
- Maryvonne Litaize et Jacqueline Chambon, Amerika, Jacqueline Chambon, 2001 (ISBN 2-87711-228-4 et 978-2-87711-228-4, OCLC 407013098)
- Yasmin Hoffmann et Maryvonne Litaize, La mauvaise nouvelle d'abord : des histoires d'hommes, J. Chambon, 2003 (ISBN 2-87711-258-6 et 978-2-87711-258-1, OCLC 402387518)
- Pascal Paul-Harang et Impr. France Quercy), La vie de Martin, Éd. Climats, 2004 (ISBN 2-84158-252-3 et 978-2-84158-252-5, OCLC 469543985)
- Sylvia Berutti-Ronelt et Laurent Hatat, Monsieur M. = Herr Mautz, Presses universitaires du Mirail-Toulouse, 2004 (ISBN 2-85816-729-X et 978-2-85816-729-6, OCLC 418169030)
- Pascal Paul-Harang, Yael, ... Hedaya et Normandie roto impr.), Chien, femme, homme, L'Arche, impr. 2012 (ISBN 978-2-85181-780-8 et 2-85181-780-9, OCLC 805047396)
- Rose Labourie, Merci bien pour la vie : roman, 2015 (ISBN 978-2-330-05304-8 et 2-330-05304-5, OCLC 922581143)

## Œuvres en anglais
- Penny Black et Raphael Gygax, By the way, did I ever tell you-- : for Raphael Gygax, Rita Ackermann, Andro Wekua and all those who don't find it strange when an anteater sits down at the breakfast table, 2007 (ISBN 978-3-905770-77-3 et 3-905770-77-6, OCLC 183262748)
- ET MAINTENANT : LE MONDE ! Réalisé par Abigail Graham, Hackney Showroom London, 2015[54],[55].
- Wonderland Avenue, commandée par Frieze Projects pour la foire artistique Frieze 2016. Réalisé par Sebastian Nuebling, décor construit par l'artiste allemand Claus Richter[56],[57].

## Prix
- 2000 : Prix de littérature de Marburg pour America.
- 2006/2007 : Bourse de la Fondation Landis & Gyr[58]
- 2008 : Prix Wolfgang Koeppen[59]
- 2012 : Prix de la ville de Zurich[60]
- 2014 : pièce de l'année du magazine Theater heute pour Es sagt mir nichts, das so-Called Outside Means Nothing To Me[61]
- 2015 : Prix Friedrich Luft pour Und dann kam Mirna (And Then Came Mirna)[62].
- 2016 : Prix du public pour les pièces de théâtre. Mülheimer Theatertage NRW pour Und dann kam Mirna (And Then Came Mirna) au théâtre Maxim Gorki de Berlin[63].
- 2016 : Prix Else Lasker-Schüler de l'art dramatique (Else Lasker-Schüler Dramatists Prize)[64].
- 2017 : Prix de la ville de Zurich[60].
- 2019 : Prix littéraire de Cassel pour l'humour grotesque[65].
- 2019 : Prix de littérature de Thuringe[66].
- 2019 : Nestroypreis - Le prix d'auteur pour la meilleure pièce de théâtre[67].
- 2019 : Prix du livre suisse pour le GRM. Brainfuck[68]
- 2020 : Grand Prix suisse de littérature[69].
- 2020 : Prix de littérature Bertolt Brecht[70].
- 2020 : Prix Johann Peter Hebel (Remise en mai 2021)[71]
- 2021 : « Pièce de l'année » dans le sondage des critiques de Theater heute : Et sûrement le monde a disparu avec moi[72]
- 2022 : Dreitannen Literaturpreis[73]

## Publications
(août 2021).

### Prose
- Ein paar Leute suchen das Glück und lachen sich tot. Roman. Reclam, Leipzig 1997; Reclam, Stuttgart 2015  (ISBN 978-3-15-020410-8).
- Sex II. Roman. Reclam, Leipzig 1998; Reclam, Stuttgart 2009  (ISBN 978-3-15-021665-1).
- Amerika. Roman. Hoffmann und Campe, Hamburg 1999; Goldmann, München 2001  (ISBN 3-442-44848-4)
- Gold. Hoffmann und Campe, Hamburg 2000; erw. Taschenbuchausgabe: Kiepenheuer & Witsch, Köln 2002  (ISBN 3-462-03098-1).
- Das Unerfreuliche zuerst. Herrengeschichten. Kiepenheuer & Witsch, Köln 2001  (ISBN 3-462-03037-X).
- Ende gut. Roman. Kiepenheuer & Witsch, Köln 2004; Rowohlt Verlag, Reinbek 2005  (ISBN 3-499-23858-6).
- Habe ich dir eigentlich schon erzählt … Ein Märchen für alle. Illustriert von Rita Ackermann und Andro Wekua. Kiepenheuer & Witsch, Köln 2006  (ISBN 3-462-03735-8).
- Die Fahrt. Roman. Kiepenheuer & Witsch, Köln 2007; Rowohlt, Reinbek 2009  (ISBN 978-3-499-24775-0).
- Der Mann schläft. Roman. Hanser, München 2009; dtv, München 2011  (ISBN 978-3-423-14002-7).
- Vielen Dank für das Leben. Roman. Hanser, München 2012; dtv, München 2014  (ISBN 978-3-423-14341-7).
- Wie halte ich das nur alles aus? Fragen Sie Frau Sibylle. Hanser, München 2013; dtv, München 2015  (ISBN 978-3-423-14406-3).
- Der Tag, als meine Frau einen Mann fand. Hanser, München 2015; dtv, München 2016  (ISBN 978-3-423-14534-3).
- Wunderbare Jahre. Als wir noch die Welt bereisten. Hanser, München 2016  (ISBN 978-3-446-25408-4).
- GRM. Brainfuck. Kiepenheuer & Witsch, Köln 2019  (ISBN 978-3-462-05143-8).
- Nerds retten die Welt. Kiepenheuer & Witsch, Köln 2020  (ISBN 3-462-05460-0).
- RCE. #RemoteCodeExecution. Kiepenheuer & Witsch, Köln 2022  (ISBN 978-3-462-00164-8).
- Mein ziemlich seltsamer Freund Walter. S. Fischer Verlage, Berlin 2024,  (ISBN 978-3-7373-7257-2).
- Try Praying. Kiepenheuer & Witsch, Köln 2024,  (ISBN 978-3-462-00648-3).

### Théâtre
- Ein paar Leute suchen das Glück und lachen sich tot. UA: Theater Rampe in Stuttgart, 14. Juli 1999; Regie: Eva Hosemann
- Helges Leben, UA: Schauspielhaus Bochum, 21. Oktober 2000; Regie: Niklaus Helbling
  - Bearbeitung für Musiktheater: Musik von Karola Obermüller und Mark Moebius. UA: Stadttheater Bielefeld, 31. Mai 2009, Regie: Florian Lutz, Juliane Scherf
- Hund, Frau, Mann, (inspiriert durch die Erzählung Liebe pur von Yael Hedaya), UA: Theater Rampe Stuttgart, 29. September 2001; Regie: Stephan Bruckmeier
- Herr Mautz, UA: Theater Oberhausen, 9. März 2002, Regie: Klaus Weise (für Hauptdarsteller Rolf Mautz geschrieben)
- Schau, da geht die Sonne unter, UA: Schauspielhaus Bochum, 22. März 2003; Regie: Niklaus Helbling
- Das wird schon. Nie mehr Lieben! UA: Schauspielhaus Bochum, 2. Oktober 2004; Regie: Niklaus Helbling
- Wünsch dir was. Broadwaytaugliches Musical von Frau Berg (Musik: Markus Schönholzer), UA: Schauspielhaus Zürich, 29. September 2006; Regie: Niklaus Helbling
  - Buchausgabe in: Vier Stücke (mit Helges Leben, Schau, da geht die Sonne unter und Das wird schon). Reclam, Stuttgart 2008  (ISBN 978-3-15-020168-8).
- Habe ich dir eigentlich schon erzählt.... Ein Märchen für alle, bearbeitet von Andreas Erdmann, UA: Deutsches Theater Göttingen, 2. Oktober 2007; Regie: Katja Fillmann
- Von denen, die überleben (vierteiliger Abend; Sibylle Bergs Anteil bestand aus einem Text zu den Skulpturen von Jon Pylypchuk) UA: Schauspielhaus Zürich, 17. September 2008; Regie: Niklaus Helbling
- Die goldenen letzten Jahre, UA: Theater Bonn, 18. Februar 2009; Regie: Shirin Khodadadian
- Nur Nachts, UA: Burgtheater Wien (Kasino), 26. Februar 2010; Regie: Niklaus Helbling
- Hauptsache Arbeit! UA: Staatstheater Stuttgart, 20. März 2010; Regie: Hasko Weber
- Missionen der Schönheit, UA: Staatstheater Stuttgart, 30. September 2010; Regie: Hasko Weber
- Lasst euch überraschen! Ein Weihnachtsstück, UA: Theater Bonn, 3. Dezember 2010; Regie: Maaike van Langen
- Die Damen warten, UA: Theater Bonn, 15. Dezember 2012; Regie: Klaus Weise.
- Angst reist mit, UA: Staatstheater Stuttgart, 23. März 2013; Regie: Hasko Weber, Sibylle Berg
- Es sagt mir nichts, das sogenannte Draußen = Und jetzt: Die Welt!, UA: Maxim Gorki Theater, Berlin, 23. November 2013; Regie: Sebastian Nübling.
- Viel gut essen, von Frau Berg, UA: Halle Kalk des Schauspiel Köln, 18. Oktober 2014; Regie: Rafael Sanchez.
- Mein ziemlich seltsamer Freund Walter, UA: Consol Theater Gelsenkirchen, 9. November 2014; Regie: Andrea Kramer
- Und dann kam Mirna, UA: Maxim Gorki Theater, Berlin, 24. September 2015, Regie: Sebastian Nübling. – ausgezeichnet als „beste Berliner und Potsdamer Aufführung des Jahres 2015“ mit dem Friedrich-Luft-Preis
- How to Sell a Murder House. Ein getanztes Immobilienportfolio, UA: Theater am Neumarkt Zürich, 8. Oktober 2015; Regie: Sibylle Berg.
- Nach uns das All oder Das innere Team kennt keine Pause, UA: Maxim Gorki Theater, Berlin, 15. September 2017; Regie: Sebastian Nübling
- Wonderland Ave., UA: Schauspiel Köln, 8. Juni 2018; Regie: Ersan Mondtag
- Hass-Triptychon – Wege aus der Krise, UA: Wiener Festwochen, 24. Mai 2019; Regie: Ersan Mondtag
- In den Gärten, UA: Theater Basel, 16. November 2019; Regie: Miloš Lolić
- Und sicher ist mit mir die Welt verschwunden, UA: Maxim Gorki Theater, Berlin, 24. Oktober 2020; Regie: Sebastian Nübling
- GRM Brainfuck (basierend auf dem 2019 erschienenen gleichnamigen Roman) Ein Musical. UA: Uraufführung Theater der Welt, 2. Juli 2021; Regie: Sebastian Nübling. Bearbeitung: Sibylle Berg.
- It can only get better / Ça ne peut que s'améliorer. 21 septembre 2023 première au Berliner Ensemble. Réalisateur : Max Lindemann.
- RCE #RemoteCodeExecution , at : Berliner Ensemble, 25. avril 2024. Metteur en scène : Kay Voges.
- Toto ou Thank You For This Life (basé sur le roman Thank You For This Life de 2012) . 24 octobre 2024 première au Burgtheater Wien. Metteur en scène : Ersan Mondtag

### Pièces radiophoniques
- Sex II, Hörspiel, Regie: Stefan Hardt mit Inga Busch und Beate Jensen (SWR). 2000
- Ein paar Leute suchen das Glück und lachen sich tot, Hörspiel, Regie: Beate Andres. Sprecher: Sophie Rois, Dagmar Sitte, Christian Berkel u. a. (NDR/HR), veröffentlicht DHV München 2003  (ISBN 978-3-89940-157-8)
- Ende gut, Hörspiel, Regie: Claudia Johanna Leist, Komposition: Caspar Brötzmann mit der Autorin (WDR). 2005
- Das wird schon. Nie mehr lieben!, Hörspiel, Bearbeitung: Wolfgang Stahl, Regie: Sven Stricker, mit Leslie Malton, Stefanie Stappenbeck, Daniela Ziegler, Andreas Fröhlich (NDR) Hörspiel des Monats Juli 2006.
- Hongkong Airport 23.45, WDR 2007, 73 Min. Regie: Claudia Johanna Leist
- Der Mann schläft, Bearbeitung und Regie: Leonhard Koppelmann, Erstausstrahlung am 12. Mai 2010 im NDR
- Und jetzt: Die Welt! Oder: Es sagt mir nichts, das sogenannte Draußen. Hörspiel, Regie: Stefan Kanis, mit Marina Frenk (MDR) 2015.
- Und sicher ist mit mir die Welt verschwunden, Hörspiel, Regie: Beate Andres, (MDR) 2021